# Ormenis barberi
Ormenis barberi är en insektsart som beskrevs av Van Duzee 1912. Ormenis barberi ingår i släktet Ormenis och familjen Flatidae. Inga underarter finns listade i Catalogue of Life.